# Erebus-und-Terror-Golf
Der Erebus-und-Terror-Golf ist eine Meeresbucht auf der Südostseite der nördlichen Spitze der Antarktischen Halbinsel. Er wird im Nordosten durch die Gruppe der Joinville-Inseln und im Südwesten durch die James-Ross-Insel begrenzt.
Benannt ist die Bucht nach den Schiffen Erebus und Terror, mit denen der britische Polarforscher James Clark Ross die Gewässer um diese Bucht von 1842 bis 1843 befuhr.